# Aston Martin AMR25
Az Aston Martin AMR25 egy Formula–1-es versenyautó, amelyet az Aston Martin F1-es csapata tervezett és fejlesztett a 2025-ös Formula–1 világbajnokságra. Pilótái Lance Stroll és Fernando Alonso voltak. Ez volt a csapat által használt utolsó olyan autó, amelyben a Mercedes erőforrásai voltak.

## Áttekintés
Elődjéhez képest áttervezett első szárnyat és új oldaldobozokat kapott. A cél az volt, hogy jobb legyen a légáramlás a hátsó szárny és az autó alja felé. Mindkét felfüggesztés tolórudas kivitelű volt, amelyek diagonálisan csatlakoztak a kasztnihoz egy felső rögzítési ponton. Javítottak a padlólemezen is, hogy segítsék a légáramlást. A kínai nagydíjon a csapat jogelődjének, a Jordan Grand Prix-nek a legendás csapatfőnökére, Eddie Jordanre emlékeztek a festésen elhelyezett logóval.

## A szezon
Az idény ha lehet, még a korábbinál is rosszabbul indult Alonso az első két versenyen kiesett, és az első nyolc futamon még csak pontot sem szerzett. Strollnak ez kétszer sikerült, még az idény elején, és a miami sprintfutamon is összehozott egy ötödik helyet, de jobbára messze a pontszerző zónán kívül ért célba. A spanyol nagydíj időmérő edzését követően Stroll visszalépett a másnapi futamtól, a korábbi sportsérülésének utóhatáésaira hivatkozva. Ezen a versenyen fordult meg az Aston Martin szerencséje, és végre Alonso is állandó pontszerző lett. A szezon felénél azonban még így is a konstruktőri nyolcadik helyen álltak.

## Eredmények
| Év   | Csapat                      | Motor          | Gumik | Pilóták         | Futamok | Futamok | Futamok | Futamok | Futamok | Futamok | Futamok | Futamok | Futamok | Futamok | Futamok | Futamok | Futamok | Futamok | Futamok | Futamok | Futamok | Futamok | Futamok | Futamok | Futamok | Futamok | Futamok | Futamok | Pontok | Helyezés |
| Év   | Csapat                      | Motor          | Gumik | Pilóták         | AUS     | CHN     | JPN     | BHR     | SAU     | MIA     | EMI     | MON     | ESP     | CAN     | AUT     | GBR     | BEL     | HUN     | NED     | ITA     | AZE     | SIN     | USA     | MXC     | SAP     | LVG     | QAT     | ABU     | Pontok | Helyezés |
| ---- | --------------------------- | -------------- | ----- | --------------- | ------- | ------- | ------- | ------- | ------- | ------- | ------- | ------- | ------- | ------- | ------- | ------- | ------- | ------- | ------- | ------- | ------- | ------- | ------- | ------- | ------- | ------- | ------- | ------- | ------ | -------- |
| 2025 | Aston Martin Aramco F1 Team | Mercedes M16 E | P     | Fernando Alonso | KI      | KI      | 11      | 15      | 11      | 15      | 11      | KI      | 9       | 7       | 7       | 9       |         |         |         |         |         |         |         |         |         |         |         |         |        |          |
| 2025 | Aston Martin Aramco F1 Team | Mercedes M16 E | P     | Lance Stroll    | 6       | 9       | 20      | 17      | 16      | 16 5    | 15      | 15      | VL      | 17      | 14      | 7       |         |         |         |         |         |         |         |         |         |         |         |         |        |          |

- † - nem fejezte be a futamot, de rangsorolták, mert teljesítette a versenytáv 90%-át

## Forráshivatkozások
1. ↑  https://www.caranddriver.com/news/a43981725/honda-aston-martin-formula-1-racing-in-2026/